# Quint Juni Bles
Quint Juni Bles (en llatí Quinctus Junius Blaesus) va ser un magistrat romà que va viure al segle i. Formava part de la gens Júnia, i portava el cognomen de Bles.
Era governador de Pannònia, càrrec que exercia a la mort d'August l'any 14. En aquest any va esclatar a la província una gran revolta de les legions que amb prou feines va poder aturar Drus. La causa immediata de la revolta podria haver estat en la relaxació de la disciplina permesa per Bles, però les causes principals eren més profundes.
L'any 21 va obtenir el govern d'Àfrica per influència del seu oncle Sejà (Sejanus) el favorit de Tiberi. A l'Àfrica va derrotar a Tacfarines (any 22) i Tiberi li va donar les insígnies del triomf i el títol d'Imperator. Va ser la darrera vegada que aquest títol es va conferir a una persona privada. Vel·lei Patercul diu que també va servir a Hispània, i que no sabia si Bles era millor al Fòrum o davant dels exèrcits.
L'any 28 va ser cònsol sufecte, segons els Fasti, que també diuen que el seu agnomen era Quint. L'any 31 va ser arrossegat per la caiguda de Sejà, i va ser destituït dels càrrec religiosos que ocupava, destitució que es va estendre al seu fill, Juni Bles, però va aconseguir salvar la vida. Però quan el 36 Tiberi va donar els càrrec a altres persones, convençuts de que el seu final era proper, pare i fill es van suïcidar de mutu acord.